# オスマン・ガーズィー橋
オスマン・ガーズィー橋（オスマン・ガーズィーきょう、トルコ語: Osman Gazi Köprüsü）、あるいはイズミット湾横断橋は、トルコのイズミット湾を渡り、マルマラ海東端に沿って架かる吊橋である。イズミットの街に近く、イスタンブールのおよそ50キロメートル南東に位置する。主塔間の長さで比較して、世界で4番目に長い吊橋である。
橋はオスマン帝国の創始者オスマン1世（オスマン・ガーズィー）にちなんで命名された。

## プロジェクト
橋の建設と運営は、2009年4月に実施されたBOT方式での国際入札を経て、トルコの5社（Nurol、Özaltın、Makyol、Yüksel、Gocay）とイタリアの建設会社1社（アスタルディ）によって構成される共同企業体Nomaygに発注された。ゲブゼとブルサを結ぶ高速道路すべてを含んで、推定工費110億トルコリラのプロジェクトの契約が2010年に結ばれた。橋の完成後は、イスタンブールとイズミルの間の距離は、長く伸びたイズミット湾を横断することで約140キロメートル短縮されることになる。計画されている高速道路は全長420キロメートルで、これらの2都市の間の所要時間は橋により、6時間半から3時間半へと短縮される。建設工事は2016年4月完成見込みとされた。
2013年3月30日にトルコの首相レジェップ・タイイップ・エルドアンが橋の礎石の設置を行った。

## EPC契約による橋の建設業者
民間の金融によって調達される10億USドルを費やす橋の建設工事は、2011年7月16日にEPC方式（Engineering, procurement and construction、発注を受けた業者が設計・調達・建設まですべてを行い運用可能にして使用者に引き渡す契約）で日本のIHIインフラシステムに発注された。IHIは、ファーティフ・スルタン・メフメト橋（第二ボスポラス橋）でも契約者の1社であった。
IHIは設計業務をデンマークの技術設計会社であるCOWIに発注した。この橋はイズミット湾の北東岸と南東岸を結んでおり、この間の所要時間を大きく短縮する。湾を渡る橋と接続している高速道路は、片側3車線ずつを備える。共同企業体Nomaygは、2013年1月1日にIHIに対して建設開始の許可を行い、プロジェクトの総工期は37か月とされた。
重要な諸元は以下の通りである。
- 主径間: 1,550メートル
- 側径間: 566メートル
- 水面上高さ: 64メートル
- 主塔高さ 252.0メートル
- 主塔大きさ（基部）: 8メートル×7メートル
- 桁の規模: 35.93メートル×4.75メートル

この橋は、主径間の長さで世界で4番目の規模となる。

## 建設現場における事故
2015年3月21日の現地時間15時30分頃、橋の建設現場において、東側のケーブルで吊るした空中足場が南側主塔上のボルト止めされた接合部の破断により水中に転落した。この空中足場は2015年2月に吊り上げられたもので、湾の反対側に建設作業員が渡るためのものであった。この日は風が強かったため、この区間での建設作業は行われておらず事故によるけが人はいなかった。事故によってイズミット湾に出入りする海上交通は安全上の理由で通行禁止となり、ケーブルを回収した後3月23日の朝に通航が再開された。
IHIと伊藤忠商事のコンソーシアムに所属していた51歳の日本人技術者で、建設現場の責任者であった岸竜一は手首と喉をナイフで切って自殺を図り、宿舎の近くの墓地の入口で死亡しているのが発見された。日本語で書かれた遺書には「この事故で、私の職業も人生も終わりになってしまった。プロジェクトは私の、そして国家の誇りだった。他の誰もこの事故に責任はない」とあった。
事故の原因は部品の材料の欠陥と推定された。落下した空中足場を撤去し新たな足場を架設する工事を行って、元の状態に戻すためにおよそ3か月をかけ復旧費用は約21億円に上った。

## 開通
足場の落下事故の影響もあり、計画より半年あまり遅れて2016年6月30日に開通した。

## 料金
2016年6月30日時点で橋の通行料金は以下の通りである
| 車両種類                             | 料金（トルコリラ） |
| ------------------------------------ | ------------------ |
| ホイールベース3.2メートル未満の2軸車 | 135.75             |
| ホイールベース3.2メートル以上の2軸車 | 217.15             |
| 3軸車                                | 257.90             |
| 4軸または5軸車                       | 342.05             |
| 6軸以上の車両                        | 431.60             |
| バイク                               | 95.00              |

## その他
スーパースポーツ世界選手権で4回優勝したオートバイレーサーのケナン・ソフォーグルは、橋が開通する直前の2016年6月30日の早朝に、バイクでの速度記録に挑戦するショーを行った。彼は1.5キロメートルの区間を26秒で走り抜け、使用したカワサキ・ニンジャH2の最高速度であるとメーカーが述べる時速400キロメートルに到達した。
通行量は普通車換算40,000台。